# Talen Horton-Tucker
Talen Jalee Horton-Tucker (* 25. November 2000) ist ein US-amerikanischer Basketballspieler, der seit 2024 bei den Chicago Bulls in der National Basketball Association (NBA) spielt. Horton-Tucker ist 1,93 Meter groß und läuft meist als Shooting Guard auf. Er spielte College-Basketball für die Iowa State Cyclones. Er wurde im NBA-Draft 2019 von den Orlando Magic an 16. Stelle in der zweiten Runde ausgewählt, jedoch direkt zu den Los Angeles Lakers getauscht. Er spielte von der Off-Season 2022/23 bis 2024 bei den Utah Jazz.

## High School
Horton-Tucker besuchte die Simeon Career Academy, dort verhalf er seiner Schulmannschaft, den Wolverines, zu drei Stadt-Meisterschaften in Folge.
Horton-Tucker wurde in den Talentranglisten der Basketballdienste 247Sports und Rivals und in der des Fernsehnetzwerks ESPN in der zweithöchsten Kategorie (vier Sterne) geführt.
Im Oktober 2017 gab Horton-Tucker bekannt, dass er sich dazu entschieden hat, das Angebot der Iowa State University anzunehmen.

## College
Am 20. November 2018 erzielte Horton-Tucker mit 26 Punkten und 14 Rebounds in beiden Statistiken Karrierebestwerte und verhalf den Cyclones damit zu einem 84:68-Sieg gegen die Illinois Fighting Illini.
In seiner Freshman-Saison erzielte Horton-Tucker im Durchschnitt 11,8 Punkte, 4,9 Rebounds, 2,3 Assists und 1,3 Steals pro Begegnung.
Am Ende seiner Freshman-Saison gab Horton-Tucker seine Absicht bekannt, sich für den NBA-Draft 2019 anzumelden.

## Professionelle Karriere

### Los Angeles Lakers
Im NBA-Draft 2019 wurde Horton-Tucker an 46. Stelle von den Orlando Magic ausgewählt, jedoch später in einem Tauschgeschäft an die Los Angeles Lakers abgegeben. Am 13. Juli 2019 gaben die Los Angeles Lakers Horton-Tuckers Verpflichtung bekannt.
Horton-Tucker wurde für den Eröffnungstag der NBA G-League zu den South Bay Lakers, dem Farmteam der Lakers, geschickt. Sein NBA-Debüt machte er am 8. Dezember 2019 in einem Spiel gegen die Minnesota Timberwolves, in zwei Minuten holte er dabei einen Rebound und Assist. Nachdem die Lakers sich in der NBA Bubble den ersten Platz der Western Conference gesichert hatten, erhielt Horton-Tucker eine größere Rolle und stand in dem letzten Spiel der regulären Saison sogar in der Startaufstellung. Am 12. September 2020 erzielte Horton-Tucker in dem fünften Spiel der zweiten Runde von der Bank kommend neun Punkte in zehn Minuten und verhalf den Lakers damit zu einem 119:96-Sieg gegen die Houston Rockets.
Horton-Tucker gewann mit den Lakers die NBA Finals gegen die Miami Heat und wurde damit mit einem Alter von 19 Jahren und 322 Tagen hinter Darko Miličić der bis dahin zweitjüngste Spieler, der den Meistertitel in der NBA gewann.

### Utah Jazz
Am 25. August 2022 wurde Horton-Tucker zusammen mit Stanley Johnson für Patrick Beverley zu den Utah Jazz transferiert.

### Chicago Bulls
2024 wechselte er in seine Heimatstadt zu den Chicago Bulls.

## Karriere-Statistiken

### NBA

#### Reguläre Saison
| Saison  | Team        | GP  | GS | MPG  | FG % | 3P % | FT % | RPG | APG | SPG | BPG | PPG  |
| ------- | ----------- | --- | -- | ---- | ---- | ---- | ---- | --- | --- | --- | --- | ---- |
| 2019–20 | L.A. Lakers | 6   | 1  | 13.5 | .467 | .308 | .500 | 1.2 | 1.0 | 1.3 | 0.2 | 5.7  |
| 2020–21 | L.A. Lakers | 65  | 4  | 20.1 | .458 | .282 | .775 | 2.6 | 2.8 | 1.0 | 0.3 | 9.0  |
| 2021–22 | L.A. Lakers | 60  | 19 | 25.2 | .416 | .269 | .800 | 3.2 | 2.7 | 1.0 | 0.5 | 10.0 |
| 2022–23 | Utah        | 65  | 20 | 20.2 | .419 | .286 | .750 | 3.2 | 3.8 | 0.6 | 0.4 | 10.7 |
| 2023–24 | Utah        | 51  | 11 | 19.8 | .396 | .330 | .807 | 2.4 | 3.5 | 0.9 | 0.4 | 10.1 |
| Gesamt  | Gesamt      | 247 | 55 | 21.1 | .423 | .293 | .778 | 2.8 | 3.1 | 0.9 | 0.4 | 9.8  |

#### Play-offs
| Saison  | Team        | GP | GS | MPG  | FG % | 3P % | FT % | RPG | APG | SPG | BPG | PPG |
| ------- | ----------- | -- | -- | ---- | ---- | ---- | ---- | --- | --- | --- | --- | --- |
| 2019–20 | L.A. Lakers | 2  | 0  | 8.5  | .500 | .400 | -    | 2.5 | 0.0 | 1.0 | 0.0 | 7.0 |
| 2020–21 | L.A. Lakers | 4  | 0  | 12.0 | .458 | .200 | .600 | 3.5 | 0.5 | 0.3 | 0.0 | 6.5 |
| Gesamt  | Gesamt      | 6  | 0  | 10.8 | .472 | .300 | .600 | 3.2 | 0.3 | 0.5 | 0.0 | 6.7 |